# What They Had
What They Had è un film del 2018 scritto e diretto da Elizabeth Chomko con protagonisti Hilary Swank, Michael Shannon, Robert Forster e Blythe Danner.

## Trama
La famiglia Ertz si ritrova per il Natale. Non è, però, la festa ad aver reso un loro ricongiungimento, bensì l'aggravarsi della malattia della madre Ruth. La donna, da qualche tempo malata di Alzheimer, si perde per la città e i figli, allertati dal padre, corrono in aiuto dell'uomo per ritrovarla.
Una volta rintracciata, comincia una dura presa di coscienza dei due figli e del marito di Ruth sulle reali condizioni di salute della donna.
Sarà, inoltre, per tutti loro, un'occasione per fare i conti con alcuni rancori mai sopiti e relazioni parentali problematiche.

## Produzione
Le riprese del film sono iniziate il 22 marzo 2017 a Chicago e sono terminate il 2 maggio dello stesso anno a Los Angeles.

## Promozione
Il primo trailer del film viene diffuso il 23 luglio 2018.

## Distribuzione
Il film è stato presentato al Sundance Film Festival 2018 il 21 gennaio e distribuito nelle sale cinematografiche statunitensi a partire dal 12 ottobre 2018.